# Stephenson Robert Clarke
Stephenson Robert Clarke (Londen in Verenigd Koninkrijk, 1 juli 1862 – Aldaar, 3 november 1948) was een Britse militair, ontdekkingsreiziger, jager, natuuronderzoeker, vrijmetselaar en hovenier.

## Biografie
Clarke heeft veel over de wereld gereisd en was een verzamelaar van vogels (balgen) en planten. Daarnaast was hij een fervent jager. Na een studie in Winchester, verbleef hij enig tijd in Frankrijk. Daar ontstond zijn passie voor vogels. In 1880 (1881?) nam hij dienst bij het Royal Sussex Regiment en nam deel aan de Tweede Boerenoorlog. Tussen 1906 en 1912 voerde hij het bevel over het derde bataljon en in 1909 werd hij kolonel. In 1911 werd hij lid van de prestigieuze, Britse Orde van het Bad.
In 1893 kocht hij het landgoed Borde Hill Garden nabij Haywards Heath in West Sussex. Hij liet het landgoed beplanten met bomen, struiken en planten die hij had verzameld in de Himalaya, China, Tasmanië, de Andes en Noord-Amerika. Hij was actief lid van de British Ornithologists' Union, medewerker aan het blad Ibis en soortauteur van vijf soorten vogels, waaronder Chaplins baardvogel (Lybius chaplini).
Zijn broer, Goland Vanholt Clarke (1875-1944; eindrang: brigadegeneraal in het Britse leger), was ook vogelkundige en verzamelaar van balgen.
- Gemeinsame Normdatei: 123420733
- International Standard Name Identifier: 0000 0000 5004 5822
- Library of Congress Control Number: nr2001022862
- Système universitaire de documentation: 186361521
- Virtual International Authority File: 72300576
- WorldCat: E39PBJtxb4dCYtP99BmF6jDyVC